# Vesløs
Vesløs er en by på Hannæs i Han Herred med 312 indbyggere  (2024), beliggende 4 km vest for Øsløs, 26 km sydøst for Hanstholm, 22 km sydvest for Fjerritslev og 20 km nordøst for Thisted. Byen hører til Thisted Kommune og ligger i Region Nordjylland.

## Sogn og kirker
Vesløs hører til Vesløs Sogn. Vesløs Kirke ligger i Gammel Vesløs, som er den oprindelige landsby.
Efter at Klim Valgmenighedskirke blev opført i 1883, samlede grundtvigianerne på Hannæs sig om præsten der. I 1911 opførte de Vesløs Valgmenighedskirke. De to menigheder var oprindeligt frimenigheder, men de blev i 1968 optaget i Folkekirken som Klim-Hannæs Valgmenighed, der består af Klim-kredsen med ca. 390 medlemmer og Hannæs-kredsen med ca. 80 medlemmer.

## Geografi
Byen ligger mellem Limfjorden mod sydøst og Vesløs Vejle mod vest. Vejlen forbinder Arup Vejle mod sydvest og Tømmerby Fjord mod nord. I 1800-tallet var der åbent vand mellem dem, men nu er Vesløs Vejle blevet til eng undtagen den nordligste del af Arup Vejle der hører med til Vesløs Vejle.
De store vådområder giver et rigt fugleliv, der bl.a. kan iagttages fra et udsigtstårn ved Aalborgvej 2 km vest for Vesløs. Men der har ikke været hvid stork i byens storkerede siden slutningen af 1990'erne.

## Faciliteter
- Hannæs-Østerild Skole er en folkeskole med overbygning, fordelt på 3 matrikler: I Frøstrup og Østerild er der 0.-6. klasse, og i Vesløs er der 7.-9. klasse. De 3 afdelinger har tilsammen 273 elever[3] og ca. 50 medarbejdere.

- Ved siden af skoleafdelingen i Vesløs ligger Hannæshallen. Den benyttes bl.a. af Hannæs Badmintonklub og Viking Håndbold.

- Vesløs Kro ved den tidligere stationsplads har været spisested siden 1906. Kroen udlejer værelser, når der afholdes selskab på kroen.[4]

## Historie

### Kommune
Øsløs-Vesløs-Arup var et sognedistrikt (pastorat), fra 1867 en sognekommune. Øsløs Sogn var hovedsognet, hvor præstegården og fattighuset lå. Vesløs Sogn og Arup Sogn var annekser, altså sogne uden egen præst. Øsløs-Vesløs-Arup sognekommune havde 1528 indbyggere, da den i 1970 blev indlemmet i Thisted Kommune.

### Landsbyen
I 1901 blev Vesløs beskrevet således: "Vesløs (1480: Westløss), ved Landevejen, med Kirke, Skole, Forsamlingshus (opf. 1883) og Statstelefonstation." På det lave målebordsblad fra 1900-tallet ses desuden jordemoderhus og mejeri i landsbyen. Stavemåden Vestløs – og Østløs – bruges på det høje målebordsblad fra 1800-tallet.

### Jernbanen
Vesløs havde station på Thisted-Fjerritslev Jernbane (1904-1969). Øst for stationsbygningen lå varehuset samt et omløbs- og læssespor, hvorfra der gik et stikspor mod vest til en enderampe op mod varehuset. I 1916 blev læssesporet suppleret med et lige så langt omløbsspor på banens modsatte side. I 1913 blev her desuden opført et baneformandshus.
Stationsbygningen blev revet ned i 1988. Fra Mommervej er 7 km af banens tracé bevaret som grussti til den østlige udkant af Østerild. Øst for det tidligere stationsområde er 3 km af banetracéet bevaret som grussti langs Markedsvej og videre til den sydlige udkant af Tømmerby.

### Stationsbyen
Stationen var anlagt på bar mark 2 km nordøst for kirken. Den stationsby, der opstod omkring den, bærer nu navnet Vesløs. Den er næsten vokset sammen med kirkelandsbyen, der nu hedder Gammel Vesløs.
På det lave målebordsblad fra 1900-tallet ses missionshus, kro og bageri i stationsbyen.